# Auguste Smets
Auguste Octave Smets (Tienen, 15 februari 1899 – Herent, 26 november 1970) was een Belgisch volksvertegenwoordiger.

## Levensloop
Smets werd spoorwegbeambte. In 1956 nam hij ontslag, na 35 jaar dienst. 
Hij werd in 1926 verkozen tot gemeenteraadslid in Tienen en dit tot in 1945. In 1932 werd hij verkozen tot socialistisch volksvertegenwoordiger voor het arrondissement Leuven en vervulde dit mandaat tot in 1946.
Tijdens de Tweede Wereldoorlog ontwikkelde zich een conflict tussen Smets en de socialistische partij, die er na de oorlog toe leidde dat hij uit de partij werd gezet en derhalve ook niet meer aan verkiezingen deelnam. De verwijten die hem gedaan werden, luidden onder meer:
- hij had het gedeelte van zijn parlementaire vergoeding dat volgens afspraak aan de partij ten goede kwam, niet afgedragen,
- hij had materiaal dat aan de partij behoorde voor zich behouden,
- hij had voor de oorlog dictatoriaal gehandeld binnen de Tiense partij.